# Federação Gabonesa de Futebol
A Federação Gabonesa de Futebol (em francês: Fédération Gabonaise de Football, ou FEGAFOOT) é o orgão dirigente do futebol no Gabão. Foi fundada em 1962, afiliada à FIFA em 1966. Ela também é à CAF e à UNIFFAC. Ela é a responsável pela organização dos campeonatos disputados no país, bem como da Seleção Nacional.